# Nodo Panamericana General Paz
El Nodo Panamericana-General Paz, también conocido como Acceso Norte, es un distribuidor de autopistas que conecta a la Autopista Panamericana y la Avenida General Paz. También se designa así al área circundante que lo rodea, debido a que en las década del 2010 la zona en torno al mismo experimentó un boom inmobiliario. Se ubica en los barrios de Saavedra, Florida y Villa Martelli.
El nodo es también un enlace ferroviario, ya que por él cruzan las vías de las líneas Mitre y Belgrano Norte.
Su rápida conexión con el centro de la ciudad de Buenos Aires, y especialmente con la zona norte del Gran Buenos Aires, lo ha impulsado como una de las zonas de mayor crecimiento en los últimos años, junto a Catalinas Norte, Puerto Madero y el bajo de Vicente López.
Se han radicado allí algunas de las mayores empresas de Argentina, como Personal, Mercado Libre, General Electric, Coca-Cola, Total, Ledvance, Paolini, Assist Card, LG, Savant y Philips.

## Historia
En 1996, la compañía concesionaria de las autopistas que lo cruzan, Autopistas del Sol S.A., construyó una ampliación del Acceso Norte, como así también del cercano Puente Saavedra.
El área circundante fue históricamente residencial, con una fuerte actividad industrial en el vértice de Villa Martelli. En 2009, se construyó el mall Dot Baires Shopping, primero en instalarse aprovechando los grandes terrenos disponibles de antiguas fábricas, siendo un éxito comercial y motivando a otros desarrolladores inmobiliarios a invertir en el área.

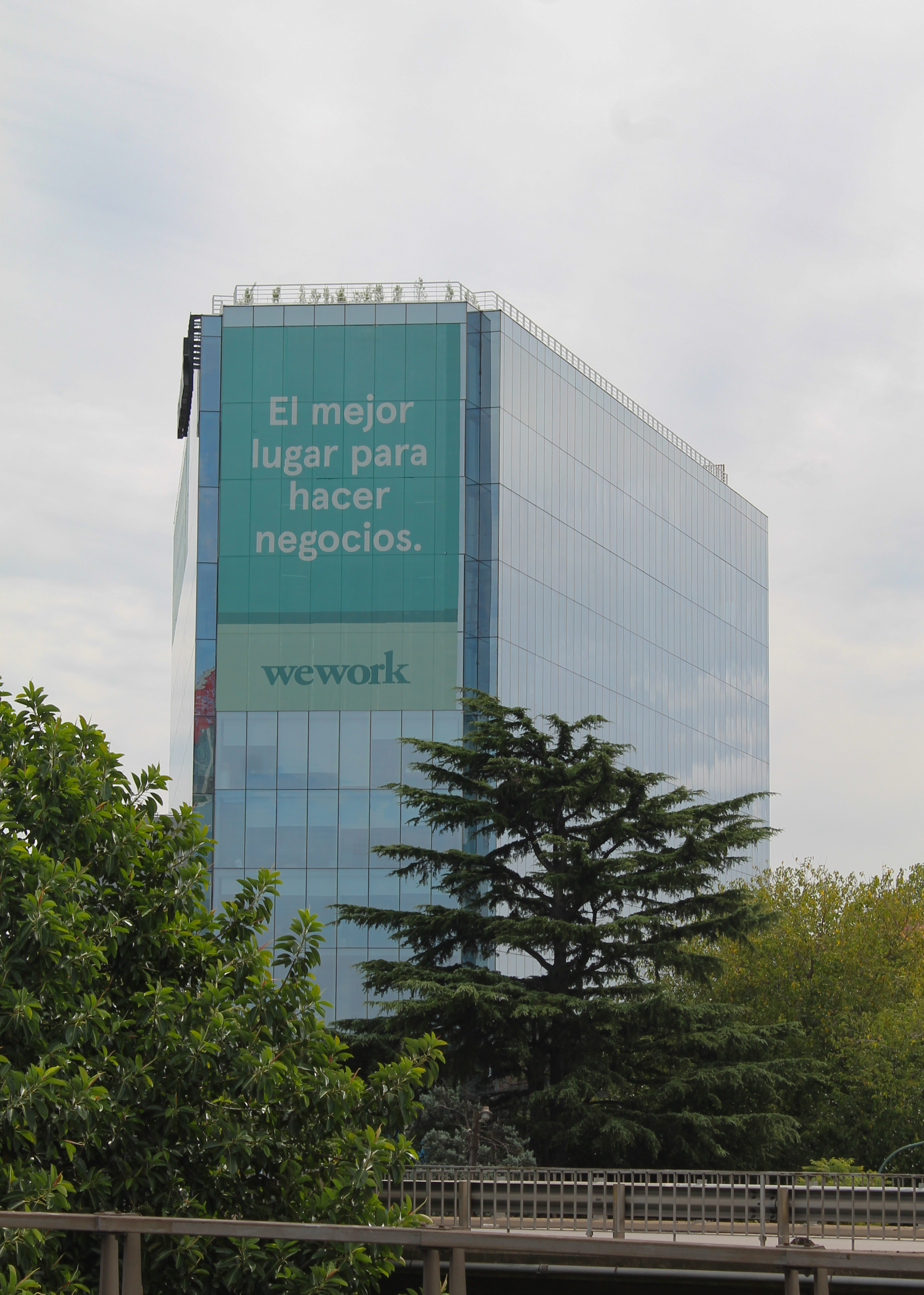
Edificio WeWork en el vértice de Florida en Vicente López.

Durante toda la década siguiente, el nodo experimentó un proceso de gentrificación, especialmente del lado de Saavedra, con el consiguiente aumento del valor del m² en la zona, y el desarrollo de pequeños edificios residenciales en sus manzanas linderas.
En 2015 se inauguró el edificio de la compañía Assist Card, donde también se mudó la principal sede de la compañía unicornio Mercado Libre.
En 2019 se inauguró en el vértice de Florida un edificio de WeWork, una empresa reconocida de coworking.
El vértice de Villa Martelli también ha experimentado el efecto derrame de este desarrollo. En el barrio se han construido 3 torres, de las que una pertenece exclusivamente a la petrolera francesa Total.
El nodo se ha convertido en un símbolo del desarrollo económico argentino reciente, sobre todo para los sectores fintech y de comercio electrónico.[¿según quién?]

## Transporte

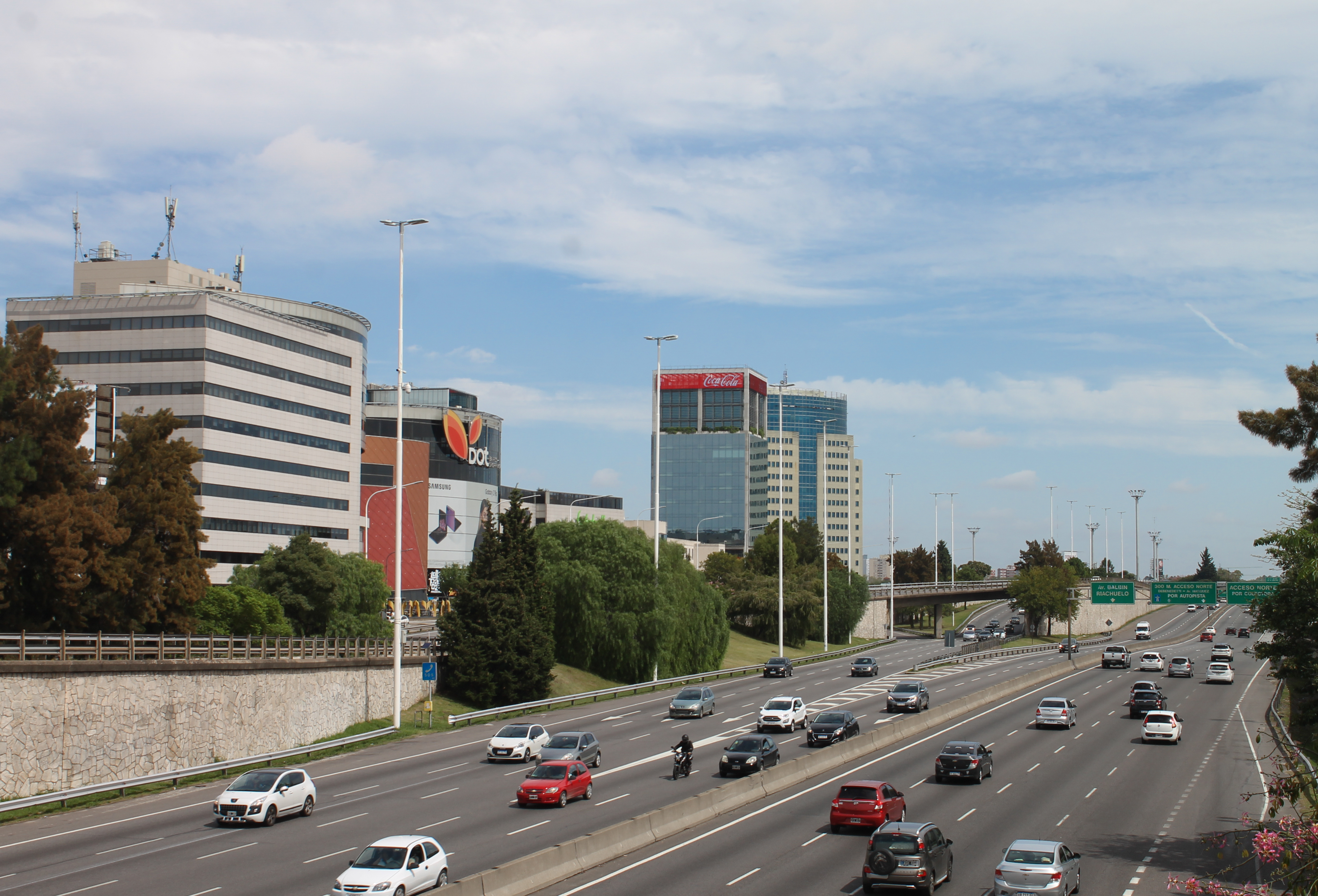
El nodo desde la Av. General Paz.

Además de la conexión vehicular, el nodo se encuentra cerca de numerosas paradas de colectivos y de tres estaciones ferroviarias, Padilla de la línea Belgrano Norte, y estaciones Juan B. Justo y Saavedra de la línea Mitre.